# Deutsches Eck
Pour les articles homonymes, voir Eck.
Deutsches Eck (le Coin allemand) est le nom d'un promontoire triangulaire à Coblence, aménagé au XIXe siècle et délimité par la confluence de la Moselle et du Rhin. Le centre de cette place est marqué par un monument qui porte une haute statue équestre de Guillaume Ier.

## Histoire
En 1897, neuf ans après la mort de l'empereur allemand Guillaume Ier, Coblence a édifié un monument en son honneur. Signé par Bruno Schmitz, il est surmonté d'une très grande statue équestre du défunt empereur. Sur le socle a été gravée une citation du poète de Coblence, Max von Schenkendorf : Nimmer wird das Reich zerstöret,/ Wenn ihr einig seid und treu! (« Jamais l'Empire ne sera détruit, tant que vous êtes unis et loyaux »).

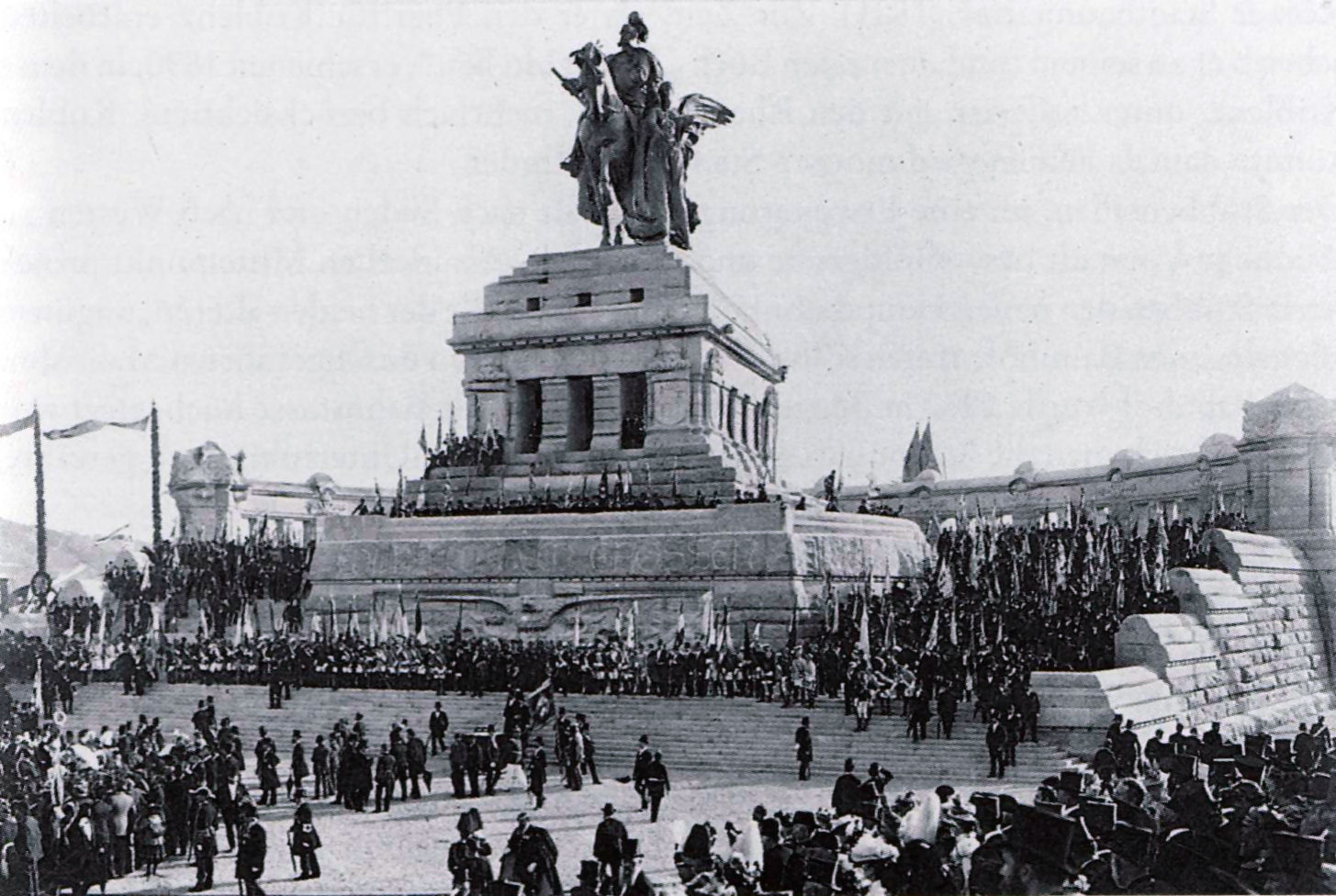
31 août 1897, inauguration du monument en présence de l'empereur Guillaume II

En 1945, la statue a été gravement endommagée par un obus de l'artillerie américaine. Peu après, on l'a entièrement démontée. Le gouvernement militaire français avait prévu de remplacer le monument ancien par un monument pour la paix et la compréhension entre les nations, mais ce concept n'a jamais été réalisé.
Après la constitution de la République fédérale d'Allemagne et de la République démocratique allemande en 1949, le pays était divisé entre une partie libérale et une autre communiste. Afin de marquer le souhait profond d'une Allemagne unie, le Président Theodor Heuss fir ériger dans le « coin allemand » un monument dédié à l'unité allemande. Par conséquent, les armoiries de tous les Länder allemands (États), y compris ceux des anciens territoires allemands comme la province de Silésie, la province de Prusse-Orientale et la province de Poméranie, y ont été installées. Et à la place de la statue équestre détruite, on fit flotter le drapeau allemand.
Après la chute du Mur de Berlin, trois morceaux de béton du mur ont été installés à côté du monument. Le 3 octobre 1990, les emblèmes des nouveaux États fédéraux ont été ajoutés.
Le monument a perdu sa fonction de rappel de l'unité après la réunification allemande en 1990. Pourtant, une discussion s'est engagée sur un remodelage de la place, avec la réinstallation de la statue équestre de Guillaume Ier, alors que des promoteurs voyaient des possibilités de prestations touristiques. Le débat a pris fin quand un couple de Coblence a annoncé qu'ils prendraient en charge le coûts de réinstallation de la statue. Le 25 septembre 1993, la nouvelle statue a été inaugurée.
Aujourd'hui, un grand drapeau national et les drapeaux des seize Länder sont là comme un rappel de l'unité allemande. Le monument formé par les trois morceaux du mur de Berlin est désormais consacré aux « victimes de la séparation. »

## Galerie de photographies

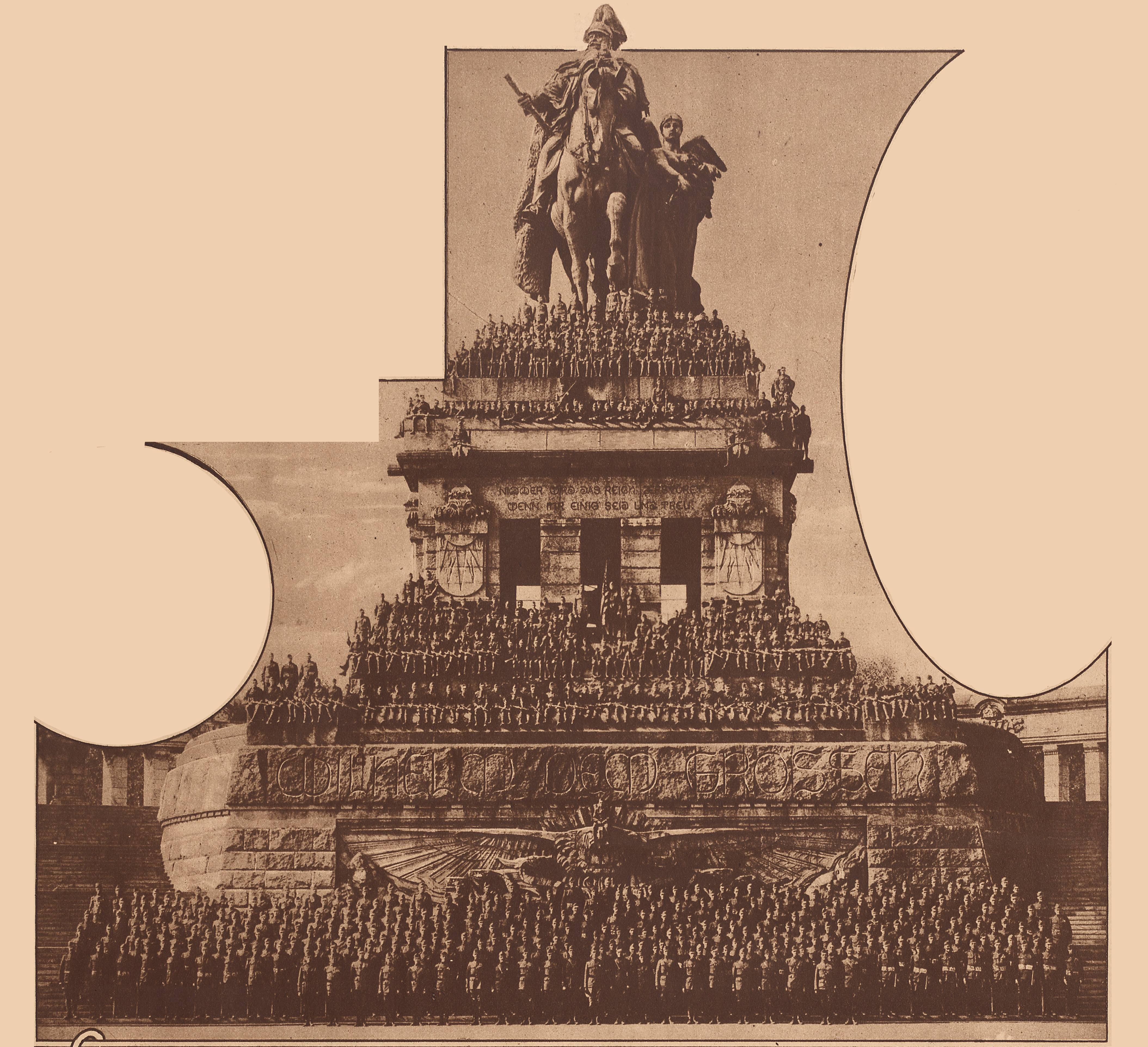
En 1919 entouré de la 3e armée (États-Unis).
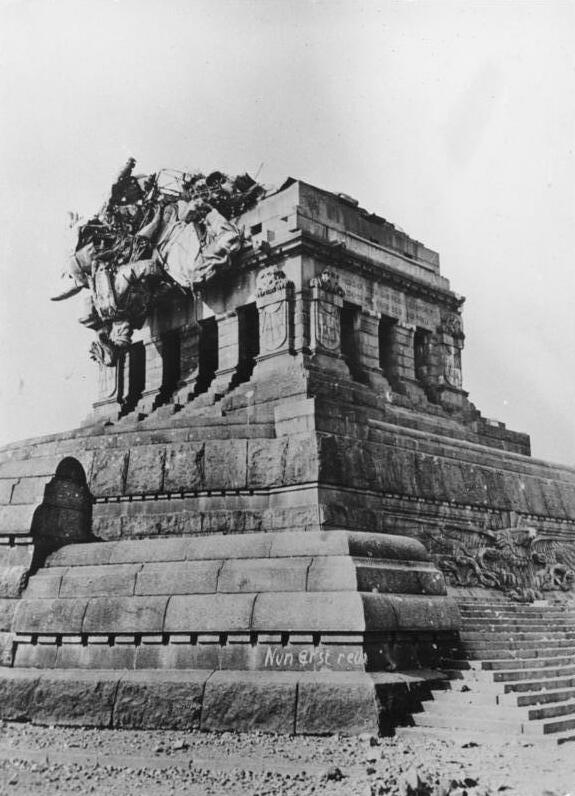
Le Deutsches Eck en mars 1945
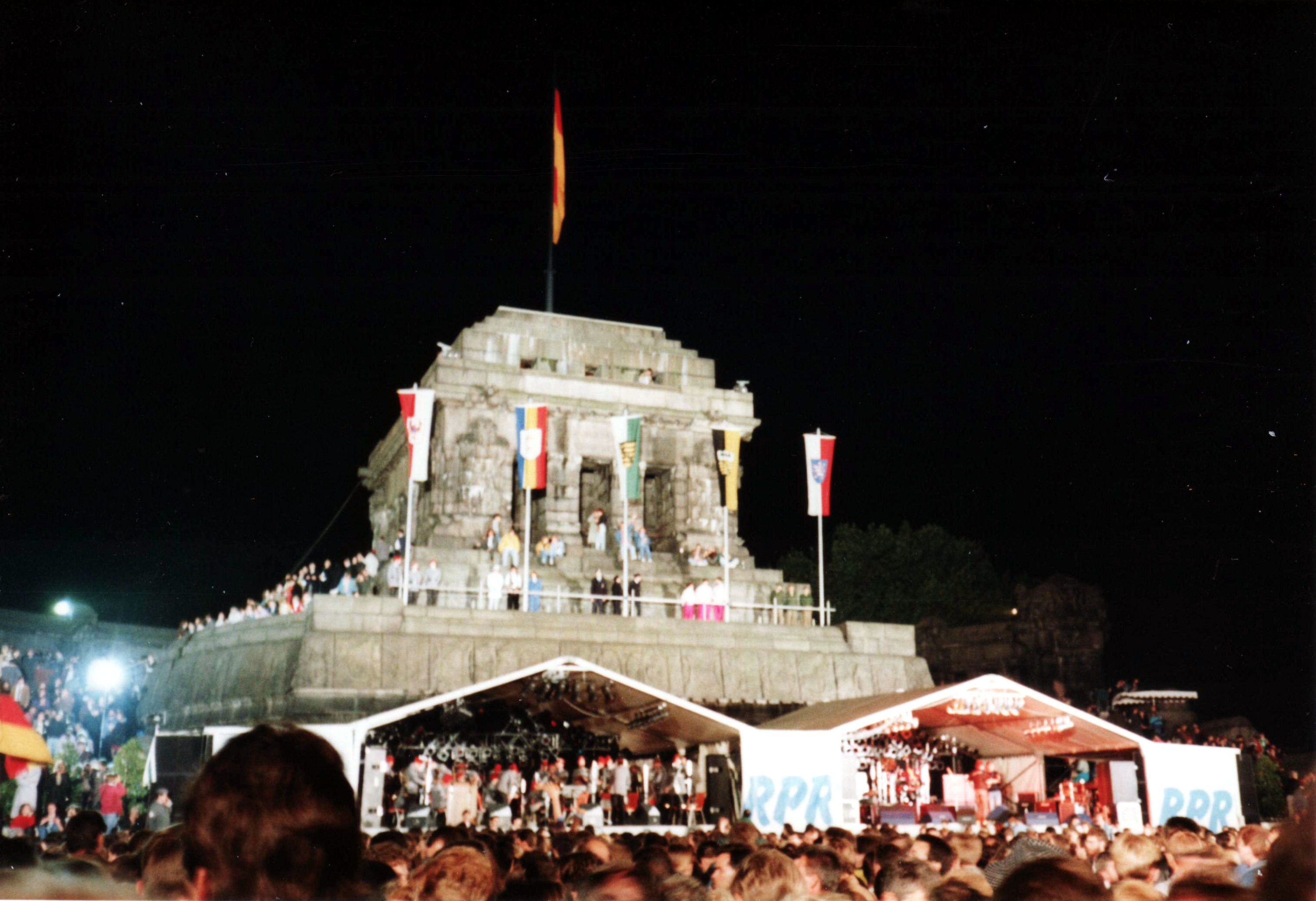
Le Deutsches Eck en 1990
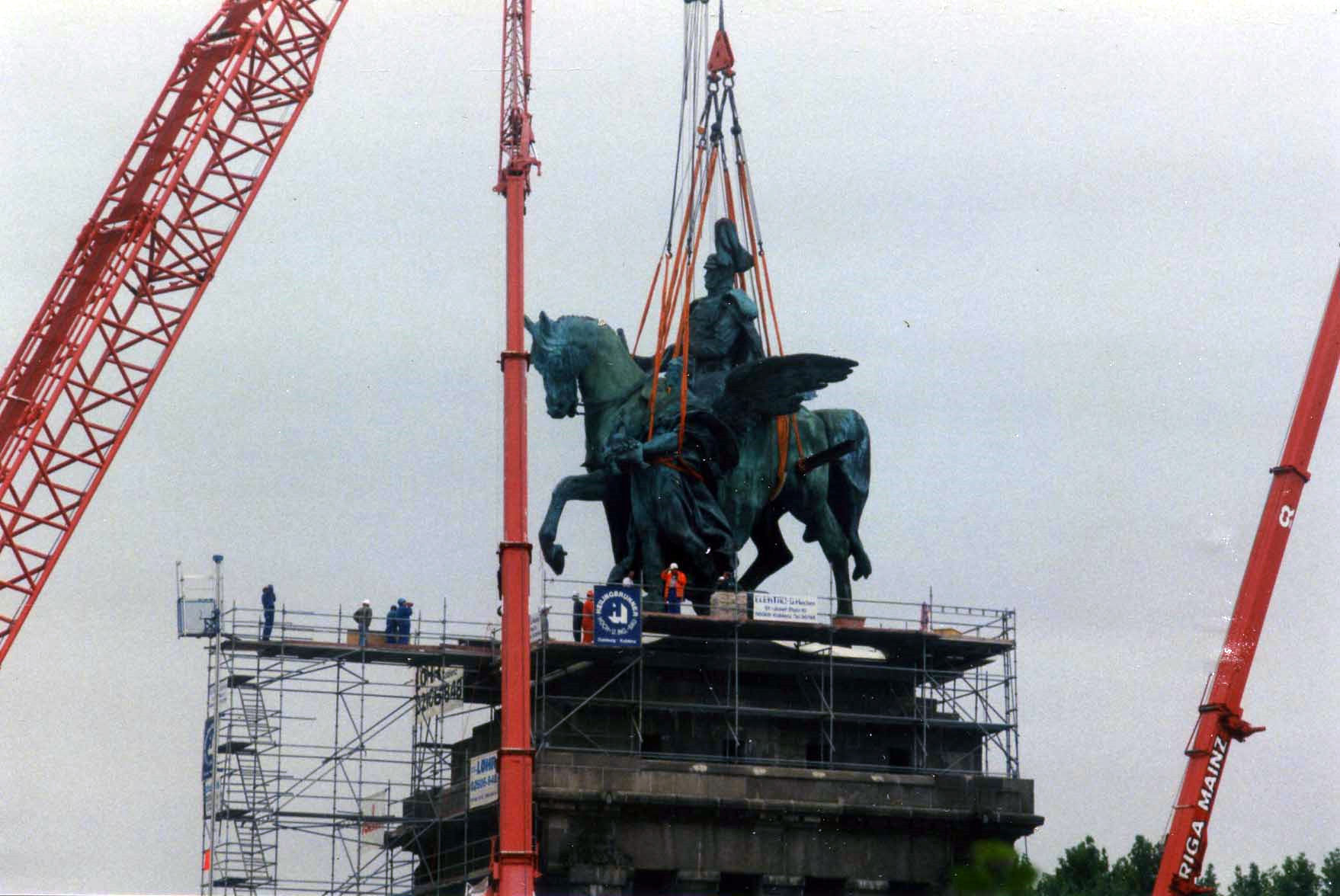
Réinstallation de la statue le 2 septembre 1993
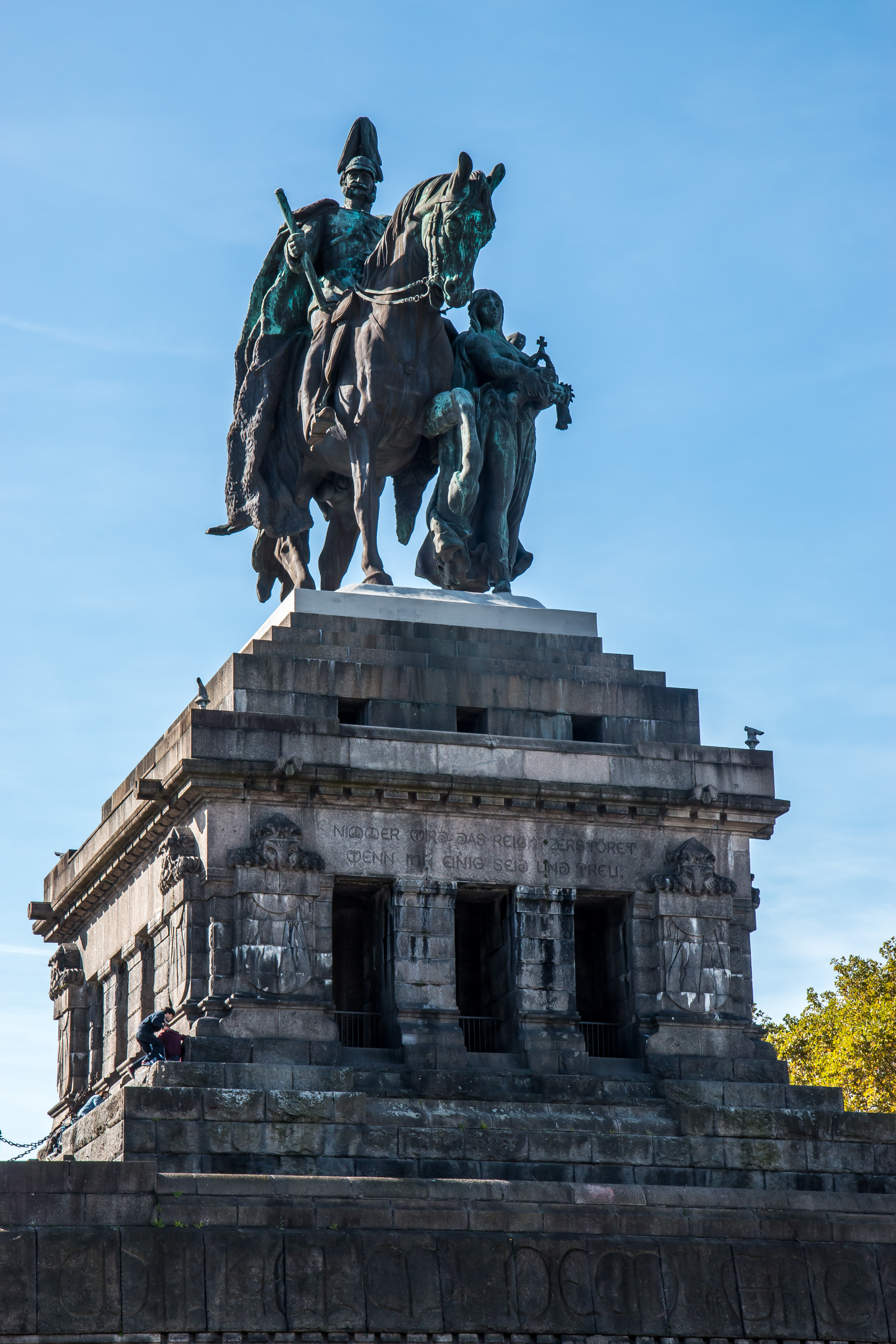
Le socle et la statue équestre.
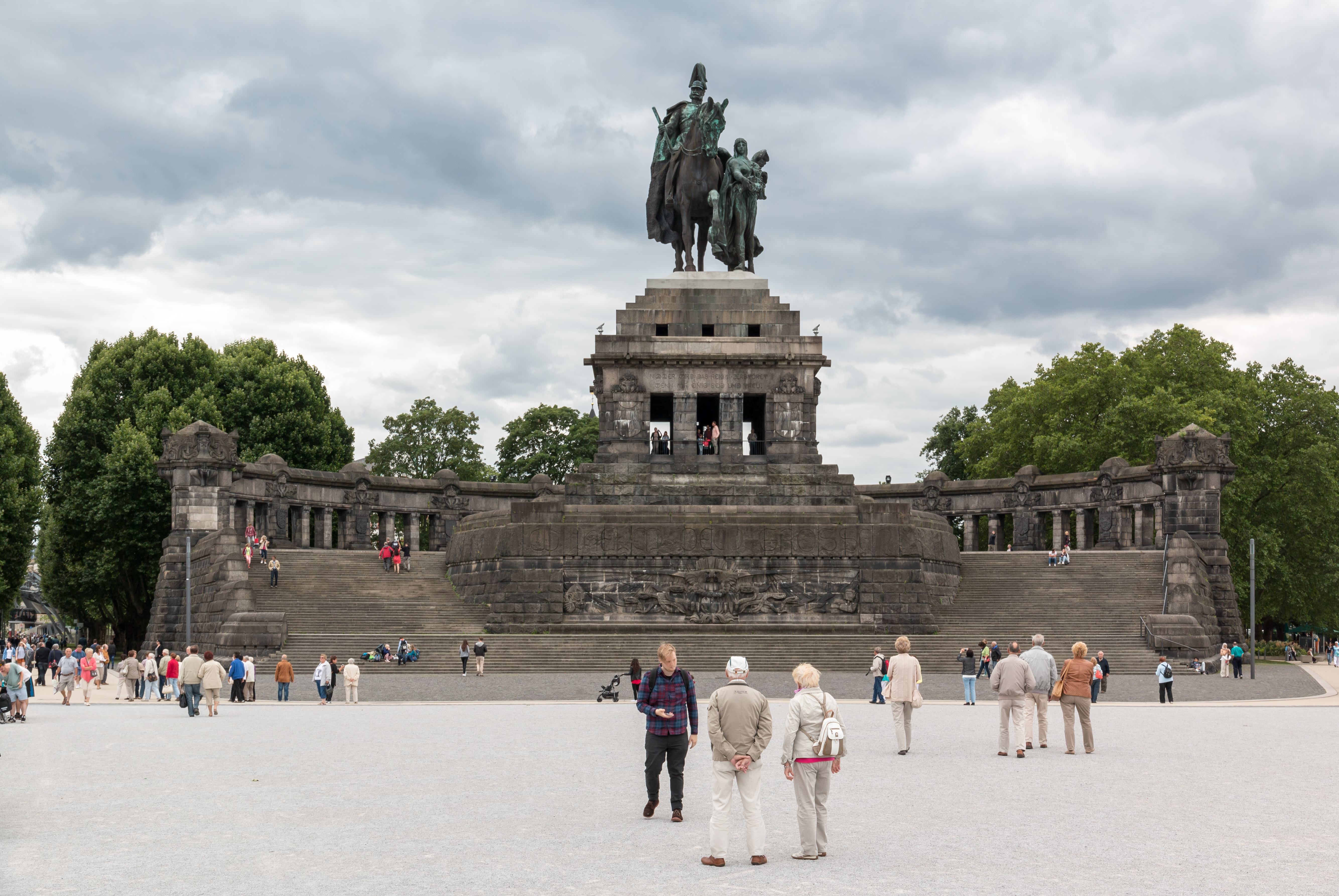
Vue générale du monument.
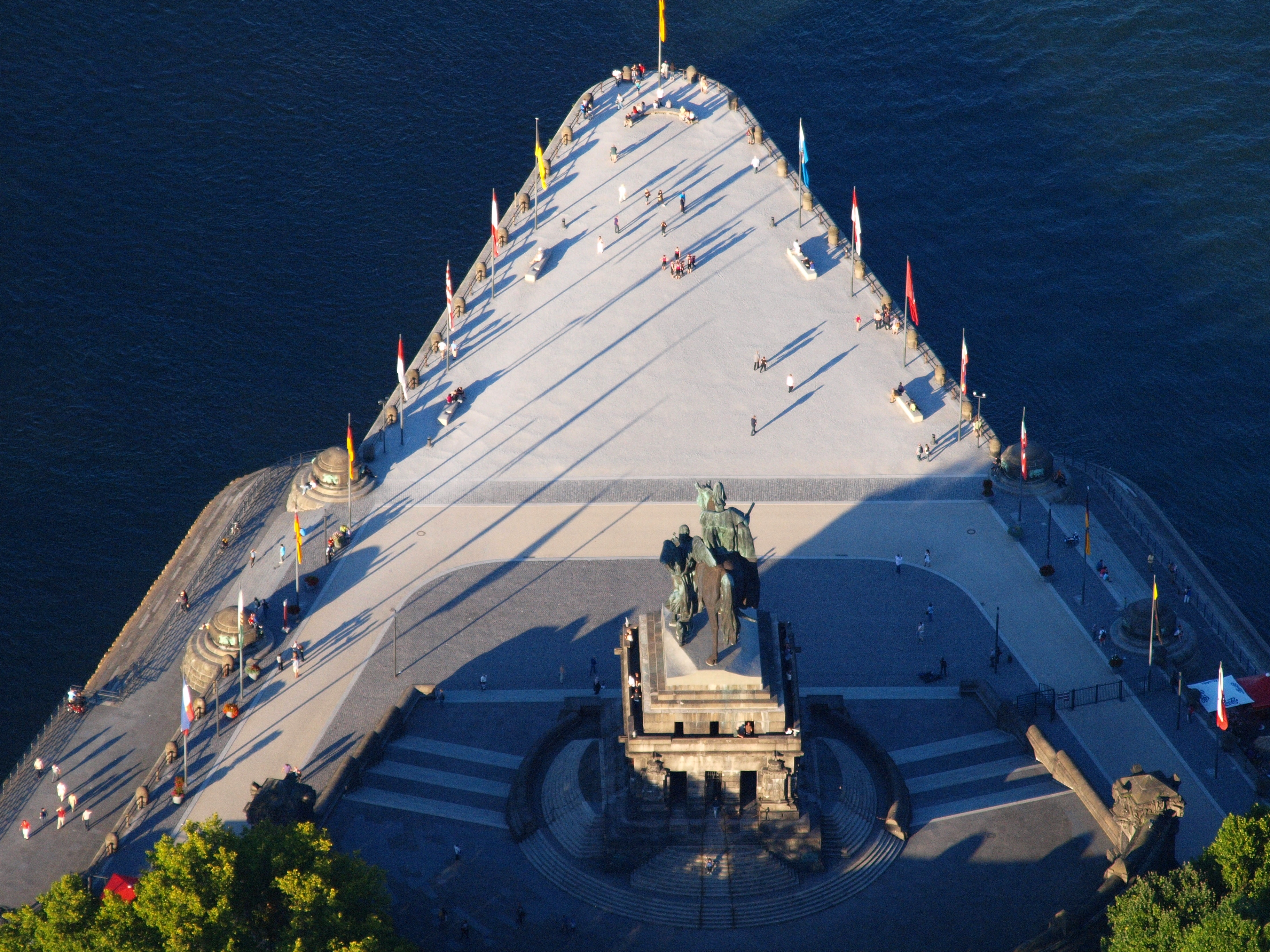
Vue aérienne du monument.
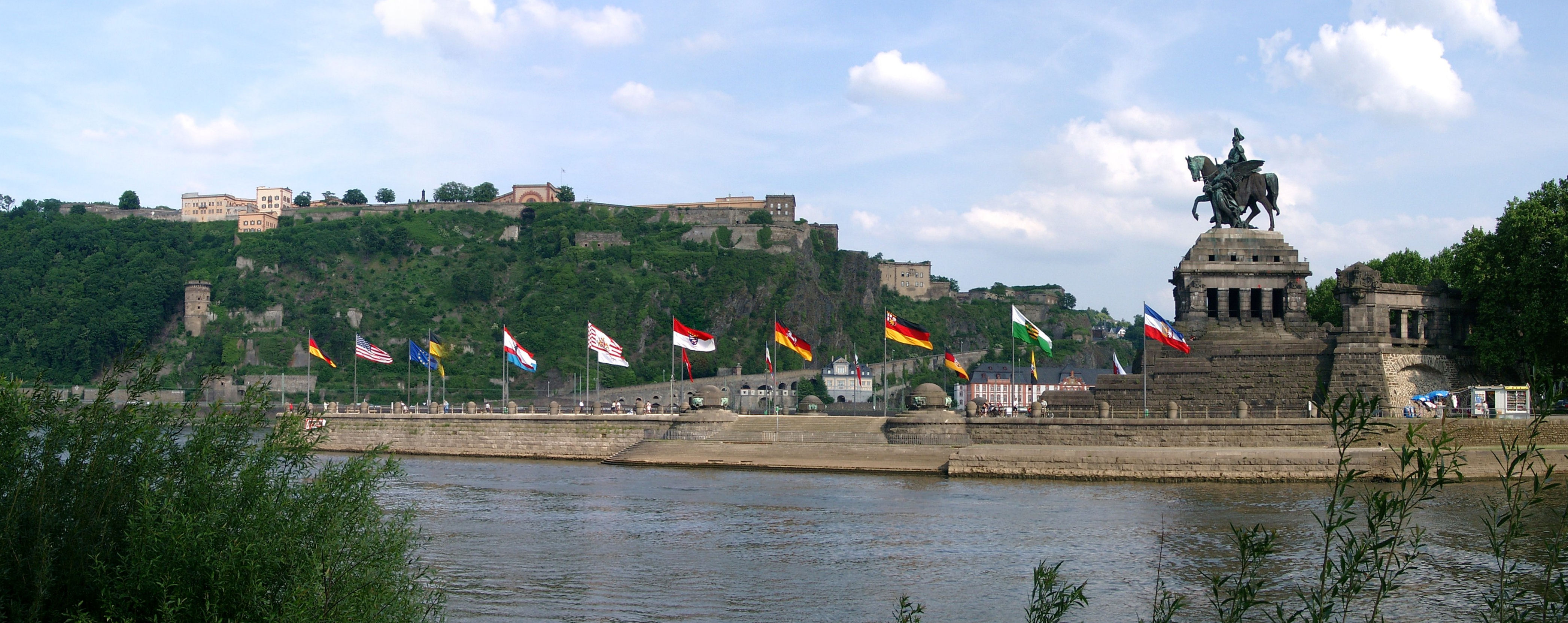
Panorama du Deutsches Eck.